# Aeroportul Internațional London
Aeroportul Internațional London (IATA: YXU, ICAO: CYXU) este un aeroport din London, Middlesex County⁠(d), Ontario, Canada ce deservește zona London. Aeroportul a fost tranzitat în 2022 de 229.241 de pasageri. A fost deschis în 1943 și numit după zona deservită.
Situat la o altitudine de 278 m, aeroportul dispune de 2 piste. Este operat de Transport Canada⁠(d).

## Infrastructură

### Piste
Aeroportul dispune de 2 piste. Pista 15/33 are suprafața de asfalt și dimensiunile 2.682 m × . Pista 09/27 are suprafața de asfalt și dimensiunile 1.920 m × . 